# Itaúsa
Itaúsa es un holding de conglomerados multinacional de origen brasileño con sede en São Paulo, Brasil. Es uno de los conglomerados privados más grandes del país y también uno de los más grandes del mundo. La empresa controla empresas activas en numerosas y diversas áreas como los sectores financiero e inmobiliario; industrias que incluyen paneles de madera, cerámicas y metales; salud; productos químicos; y moda. Las principales empresas que controla Itaúsa son Itaú Unibanco, Duratex, y Alpargatas S.A.
Fue fundado el 6 de mayo de 1966 como Banco Itaú de Investimento S.A., poco después pasó a llamarse Banco Itaú Português de Investimentos SA en 1973, y en 1974 cambió nuevamente su nombre a Investimentos Itaú SA y finalmente el 30 de abril de1991 cambia su nombre a Itaúsa - Investimentos Itaú S.A.
El control de la empresa recae en las familias Setubal y Villela, junto con la familia Camargo como accionista minoritario.

## Unidades de negocio
- Itaú Unibanco
- XP Inc.
- Alpargatas S.A. (y Alpargatas Argentina)
- Dexco (anteriormente Duratex)
- CCR
- Aegea Saneamento
- Copa Energia (Copagaz y participación en Liquigás)
- NTS (Nova Transportadora do Sudeste)

### Anteriormente
En 2013, la empresa tecnológica Itautec fue vendida a la japonesa Oki Electric Industry.
En abril de 2018, la empresa vendió su empresa química Elekeiroz al fondo de inversión estadounidense HIG Capital por 160 millones de reales, la operación se completó en junio de 2018.